# Provinz Burnet O’Connor
Burnet O'Connor (auch: Burdet O'Connor) ist eine Provinz im nördlichen Teil des Departamento Tarija im südamerikanischen Anden-Staat Bolivien. Die Provinz trägt ihren Namen nach General Francisco Burdett O’Connor, Chronist des südamerikanischen Unabhängigkeitskrieges und der Entstehung von Tarija.

## Lage
Die Provinz Burnet O’Connor ist eine von sechs Provinzen im Departamento Tarija. Sie liegt zwischen 20° 53' und 21° 58' südlicher Breite und zwischen 63° 36' und 64° 26' westlicher Länge.
Die Provinz grenzt im Norden an das Departamento Chuquisaca, im Nordwesten an die Provinz Eustaquio Méndez, im Westen an die Provinz Cercado, im Südwesten an die Provinz Aniceto Arce und im Süden und Osten an die Provinz Gran Chaco.
Die Provinz erstreckt sich über eine Länge von 140 Kilometern in Nord-Süd-Richtung und über 100 Kilometer in Ost-West-Richtung.

## Bevölkerung
Die Einwohnerzahl der Provinz Burnet O’Connor ist in den vergangenen drei Jahrzehnten um knapp ein Fünftel angestiegen:
| Jahr | Einwohner | Quelle       |
| ---- | --------- | ------------ |
| 1992 | 17 763    | Volkszählung |
| 2001 | 19 339    | Volkszählung |
| 2012 | 21 378    | Volkszählung |
| 2024 | 20 846    | Volkszählung |

Die Bevölkerungsdichte der Provinz bei der letzten Volkszählung 2012 betrug 3,5 Einwohner/km², der Anteil der städtischen Bevölkerung lag bei 18,9 Prozent. Die Lebenserwartung der Neugeborenen lag im Jahr 2001 bei 62,7 Jahren.
Der Alphabetisierungsgrad bei den über 19-Jährigen beträgt 73 Prozent, und zwar 82 Prozent bei Männern und 62 Prozent bei Frauen (2001).
98,4 Prozent der Bevölkerung sprechen Spanisch, 10,3 Prozent Guaraní, 1,8 Prozent Quechua, und 0,3 Prozent Aymara.
89,5 Prozent der Bevölkerung haben keinen Zugang zu Elektrizität, 84,5 Prozent leben ohne sanitäre Einrichtung (1992).
51,6 Prozent der Erwerbstätigen arbeiten in der Landwirtschaft, 14,6 Prozent im Bergbau, 7,0 Prozent in der Industrie, 26,8 Prozent im Dienstleistungssektor (2001).
89,9 Prozent der Einwohner sind katholisch, 4,0 Prozent sind evangelisch (1992).

## Gliederung
Die Provinz besteht – im Unterschied zu den Nachbarprovinzen – aus nur einem Verwaltungsbezirk (bolivianisch „Municipio“):
- 06-0601 Municipio Entre Ríos – 20.846 Einwohner

## Ortschaften in der Provinz Burnet O’Connor
- Municipio Entre Ríos
  - Entre Ríos 4044 Einw. – Palos Blancos 916 Einw. – Potrerillos 584 Einw. – San Josecito 532 Einw. – Narváez 507 Einw. – Pucará 455 Einw. – Salinas 444 Einw. – San Diego Norte 416 Einw. – Ñaurenda 407 Einw. – Timboy 406 Einw. – El Tunal 399 Einw. – Puerto Margarita 383 Einw. – Chiquiaca Centro 373 Einw. – El Pajonal 328 Einw. – Los Naranjos 311 Einw. – Suarurito 305 Einw. – Vallecito Los Lapachos 299 Einw. – Chiquiaca Norte 290 Einw. – Canaletas 205 Einw. – Suaruro 202 Einw. – Saykan 142 Einw. – Alto Ipaguazu 103 Einw. – Sereré Norte 129 Einw.